# 桥西街道 (惠州市)
桥西街道，是中华人民共和国广东省惠州市惠城区下辖的一个乡镇级行政单位。

## 行政区划
桥西街道下辖以下地区：
麦地社区、北门街社区、数码街社区、尔雅巷社区、更楼下社区、南坛社区、紫西岭社区、下埔社区、横江社区、花边岭社区、南湖社区和黄田岗社区。